# Shizuki Tadao

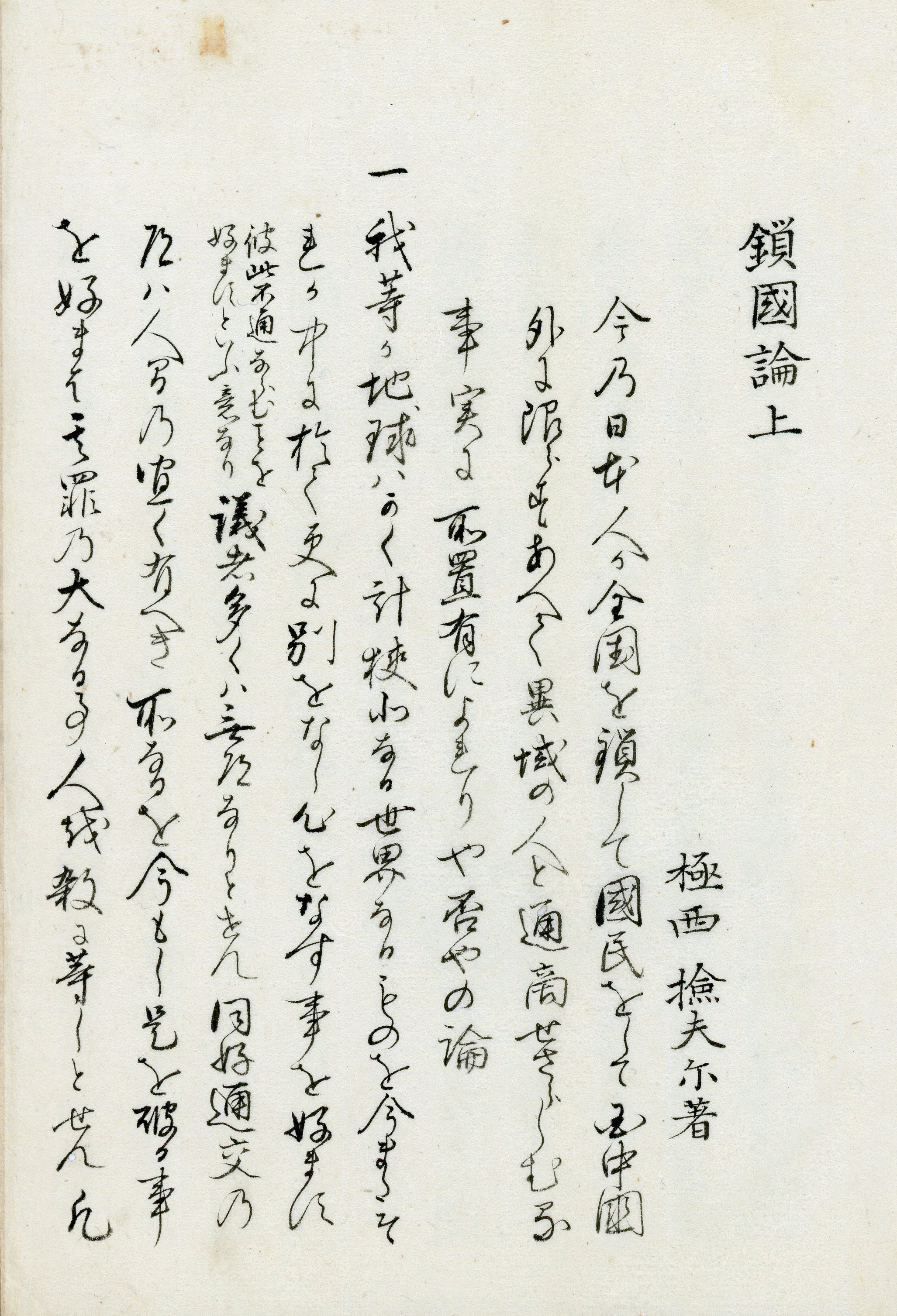
Shizuki Tadao: Sakokuron (Handschrift-Kopie, späte Edo-Zeit)

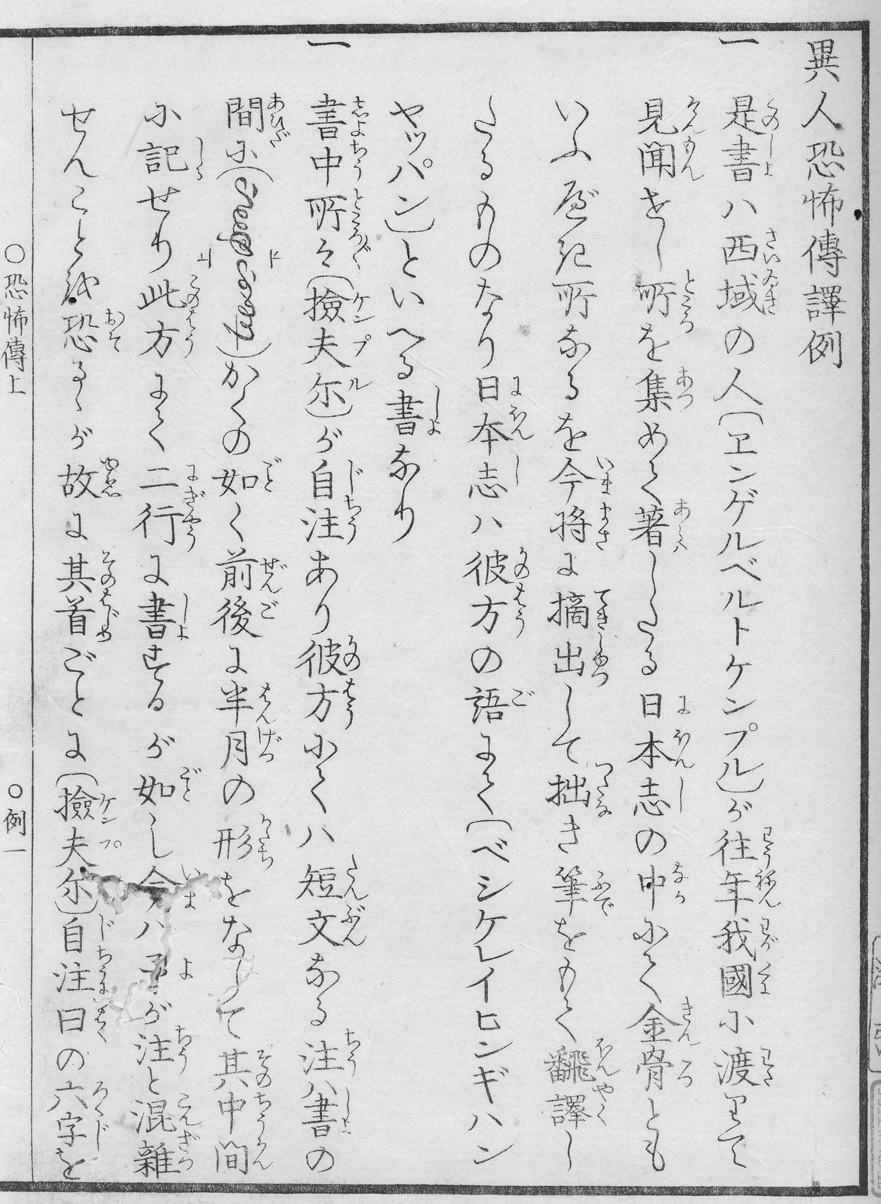
Kurosawa Okinamaro (Hrsg.): Ijinkyōfu-den. Dieser 1850 herausgegebene Druck von Shizuki Tadaos Sakokuron wurde unmittelbar nach seinem Erscheinen von der Tokugawa-Regierung verboten.

Shizuki Tadao (japanisch 志筑 忠雄, * 1760 in Nagasaki, Japan; † 16. August 1806 daselbst) war ein japanischer Dolmetscher und Übersetzer, der einen starken Einfluss auf die Entwicklung der einheimischen „Hollandkunde“ (Rangaku) ausübte.

## Leben
Shizuki Tadao kam als fünfter Sohn des Nakano Yōsuke (中野 用助) in Nagasaki zur Welt, wo sein Vater für die Mitsui, eine der drei großen Handelsfamilien der Edo-Zeit, tätig war. Schon früh wurde er von Shizuki Magojirō (孫次郎), einem Dolmetscher der niederländischen Handelsstation Dejima, als künftiges Oberhaupt der 8. Generation der Familie und damit auch als Nachfolger im Amt adoptiert. Neben seinem Rufnamen Tadajirō (忠次郎) verwendete er als Autor die Namen Ryūho (柳圃), später vorwiegend Tadao sowie Eichō (盈長).
1776 wurde er als Übungsdolmetscher (keikotsūji) der Handelsniederlassung eingestellt. Damit war eigentlich seine weitere Karriere mit einem sukzessiven Aufstieg zum „Kleinen Dolmetscher“ (kotsūji) und „Großen Dolmetscher“ (ōtsūji) vorgezeichnet. Doch gab er 1782 oder 1786 wegen seiner kränklichen Konstitution diese Position auf und wurde Privatschüler des in westlicher Astronomie bewanderten Dolmetschers Motoki Ryōei (本木 良永). Fortan beschäftigte er sich mit vorwiegend westlichem Schrifttum, bildete Privatschüler aus und verfasste über 40 Übersetzungen und andere Schriften. Wie viele der damaligen Texte kursierten diese weiträumig in der Form handschriftlicher Kopien und übten auf die „Hollandkundler“ (rangakusha) einen starken Einfluss aus. Die japanische Sprache verdankt ihm eine Reihe neuer Wörter.
Bei etwa der Hälfte der überlieferten Schriften Shizukis handelt es sich um Exzerpte aus westlichen Büchern zur Astronomie und Physik, die in niederländischen Ausgaben Japan erreicht hatten. Durch seine Übersetzungen gelangten von ihm erdachte Neuprägungen wie inryoku (引力 ‚Anziehungskraft‘), enshinryoku (遠心力 ‚Zentrifugalkraft‘), kyūshinryoku (求心力 ‚Zentripetalkraft‘), jūryoku (重力 ‚Schwerkraft‘), kasoku (加速 ‚Beschleunigung‘) und daen (楕円 ‚Ellipse‘) in den japanischen Wortschatz. Mit dem 1802 entstandenen „Neuen Buch über Kalender-Phänomene“ (Rekisho Shinsho) lernten seine Landsleute Isaac Newtons Physik und den Heliozentrismus kennen. Hier erscheinen des Weiteren erstmals in einem japanischen Text mathematische Symbole wie +, −, ÷ und √. Das zugrundeliegende Buch, die niederländische Ausgabe von John Keills Introductio ad veram astronomiam, selectiones astronomicae, enthält auch eine Abhandlung über sphärische Trigonometrie, die Shizuki unter dem Titel „Geheime Überlieferung der Dreiecksrechnung“ (三角算秘伝 Sankakusan hiden) bekannt machte.
Etwa ein Drittel seiner Schriften ist der Grammatik der niederländischen Sprache gewidmet. Diese trugen zu einer beachtlichen Steigerung der einheimischen Sprachstudien bei. Unter den von ihm geprägten grammatischen Termini ging hinshi (品詞 ‚Wortart, Wortklasse‘) ins moderne Japanisch ein. Andere Schriften behandeln Fragen der Geographie und des Auslandes.
Mit dem Anwachsen der Kontaktversuche durch westliche Schiffe rückten die Beziehungen Japans zum Ausland immer stärker ins Bewusstsein der Machthaber wie auch der allgemeinen Bevölkerung. Shizuki stieß bei seinen Studien auf eine Abhandlung des Japanforschers Engelbert Kaempfer zur Beziehung Japans mit der Außenwelt. Bei seiner Übersetzung komprimierte er den sperrigen, langen Titel Kaempfers zu „Abhandlung über den Landesabschluss“ (sakoku-ron). Der hierdurch in die japanische Sprache eingeführte Begriff sakoku setzte sich im Laufe der zweiten Hälfte des 19. Jahrhunderts als Schlüsselbegriff zur Charakterisierung der japanischen Außenpolitik der Edo-Zeit auch im allgemeinen Sprachgebrauch fest.
Zur Medizin bzw. Pharmazeutik ist bislang nur ein Werk bekannt (Kaijō yakuhin-ki).
Während viele zeitgenössische „Hollandkundler“ sich auf die praktische Anwendung der europäischen Wissenschaft und Technik konzentrierten, verfolgte Shizuki in seinen Schriften das westliche wissenschaftliche Denken. Dank seiner profunden Kenntnisse des Schrifttums der Chinakunde (漢学 Kangaku) und Nationalkunde (国学 Kokugaku) versuchte er in seinen Interpretationen zugleich, Elemente der japanischen Tradition zu integrieren. Unter seinen Schülern finden sich namhafte Pioniere der Hollandkunde wie Baba Sajūrō (馬場 佐十郎, 1787–1822), Yoshio Gonnosuke (吉雄 権之助, 1785–1831), Ōtsuki Genkan (大槻 玄幹, 1785–1838) und Suetsugu Tadasuke (末次 忠助, 1765–1838).
Shizukis persönliches Leben wie auch die Umstände seines Ablebens sind nicht bekannt. Auch das Grab ist nicht erhalten.

## Wichtige Schriften
- Bankoku kanki, 1782 万国管闚 (Exzerpte aus diversen Reisewerken)
- Tenmon kanki, 1782–85 天文管闚 (Astronomie)
- Kaijō yakuhinki, 1783 海上薬品記 (Pharmazeutische Rezepte)
- Dōgaku shinan, 1785 動学指南 (Einführung in die Mechanik)
- Kaki happōden, 1787 火器発法伝 (Physik, Waffenkunde)
- Hachiengi oyobi sono yōhō no ki, 1798 八円儀及其用法之記 (Übersetzung von Cornelis Douwes Beschryvinge van het octant en deszelfs gebruik. Amsterdam: Joannes van Keulen, 1749)
- Sakokuron, 1801 鎖国論 (Übersetzung von Engelbert Kaempfers Onderzoek, of het van belang is voor ’t Rijk van Japan om het zelve geslooten te houden, gelijk het nu is, en aan desselfs Inwooners niet toe te laaten Koophandel te drijven met uijtheemsche Natien ’t zij binnen of buijten ’s Lands aus dem Anhang von Kaempfers De beschryving van Japan, 1733)
- Rekishō Shinsho, 3 Teile, 1798–1802 暦象新書 (Übersetzung von John Keills Inleidinge tot de waare natuur- en sterrekunde, of de natuur- en sterrekundige lessen van den heer Johan Keill ... : waar by gevoegt zyn deszelfs verhandelingen over de platte en klootsche driehoeks-rekeninge, over de middelpunts-kragten en over de wetten der aantrekkinge, Leiden: Jan en Hermanus Verbeek, 1741)
- Nikoku kaimeiroku, 1806 二国会盟録 (Auszug aus Jean-François Gerbillons Relations du huit Voyages dans la Grande Tartarie (1688–98) mit einer Schilderung des russisch-chinesischen Vertrags von Nerchinsk)
- Sankakusan hiden, 三角算秘伝 (Hier findet sich die erste japanische Beschreibung der sphärischen Trigonometrie)

- Oranda hinshi-kō, 和蘭詞品考 („Überlegungen zu den Wortarten des Holländischen“)